# Club Aurora
Club Aurora är en fotbollsklubb från Cochabamba i Bolivia. Klubben grundades den 27 maj 1935 och spelar sina hemmamatcher på Estadio Félix Capriles som tar 32 000 åskådare.